# 東海大学安楽死事件
東海大学安楽死事件（とうかいだいがくあんらくしじけん）とは、病院に入院していた末期がん症状の患者に塩化カリウムを投与して、患者を死に至らしめたとして担当の内科医であった大学助手が殺人罪に問われた、平成3年（1991年）の刑事事件。裁判で医師による安楽死の正当性が問われた。

## 概要
患者は多発性骨髄腫のため、東海大学医学部付属病院に入院していた。病名は家族にのみ告知されていた。1991年（平成3年）4月13日、昏睡状態が続く患者について、妻と長男は治療の中止を強く希望し、助手は、患者の嫌がっているというフォーリーカテーテルや点滴を外し痰引などの治療を中止した。長男はなおも「早く楽にしてやってほしい」と強く主張。医師はこれに応じて、鎮痛剤、抗精神病薬を通常の二倍の投与量で注射した。
しかしなおも苦しそうな状態は止まらず、長男から「今日中に家につれて帰りたい」と求められた。そこで助手は殺意を持って、塩酸ベラパミル製剤を通常の二倍量を注射したが、脈拍などに変化がなかったため、続いて塩化カリウム製剤20mlを注射した。患者は同日、急性高カリウム血症に基づく心停止により死亡させられた。翌5月にこのことが発覚し、助手は塩化カリウムを注射したことを問われ、殺人罪により起訴された。なお、患者自身の死を望む意思表示がなかったことから、罪名は刑法第202条の嘱託殺人罪ではなく、第199条の殺人罪とされた。
裁判において、被告人側は公訴権の乱用として、公訴棄却もしくは無罪の決定・判決を求めた。

## 判決
横浜地方裁判所は平成7年3月28日判決で、被告人を有罪（懲役2年執行猶予2年）とした（確定）。判決では、医師による積極的安楽死として許容されるための次の4つを挙げた。
1. 患者が耐えがたい激しい肉体的苦痛に苦しんでいること
2. 患者は死が避けられず、その死期が迫っていること
3. 患者の肉体的苦痛を除去・緩和するために方法を尽くしほかに代替手段がないこと
4. 生命の短縮を承諾する患者の明示の意思表示があること

また、安楽死事件のリーディング・ケースである名古屋安楽死事件の名古屋高裁判決における「もっぱら病者の死苦の緩和を目的でなされること」、「その方法が倫理的にも妥当なものとして認容しうること」という要件は、末期医療において医師により安楽死が行われる限りでは、もっぱら苦痛除去の目的で、外形的にも治療行為の形態で行われ、方法も目的に相応しい方法が選択されるのが当然であろうから、特に要件として必要はないとした。
そして、本件では患者が昏睡状態で意思表示ができず、痛みも感じていなかったことから1、4を満たさないとした。ただし、患者の家族の強い要望があったことなどから、情状酌量により刑の減軽がなされ、執行猶予が付された。

## 論点・問題点
本判決は名古屋安楽死事件の6要件よりもより緩やかに違法性阻却事由を構成し、上記の4要件では患者の自己決定権を重視したことを特徴とする。つまり、緊急避難の法理と患者の自己決定権をベースとして、積極的安楽死について限定的ながらも認めたことに意義がある。刑法の学説も積極的安楽死を認める説が有力ではあるが、一方で”生命の処分”を認めるべきではないとする説もある。
別の論点として、「医師による安楽死であれば違法性が阻却される」とする論拠は不明確、との批判もある。